# Ян Пейненбюрґ
Ян Пейненбюрґ (нід. Jan Pijnenburg, 15 лютого 1906 — 2 грудня 1979) — нідерландський велогонщик.
Срібний призер Олімпійських Ігор 1928 року в командній гонці переслідування.